# Olszanka (dopływ Sanu)

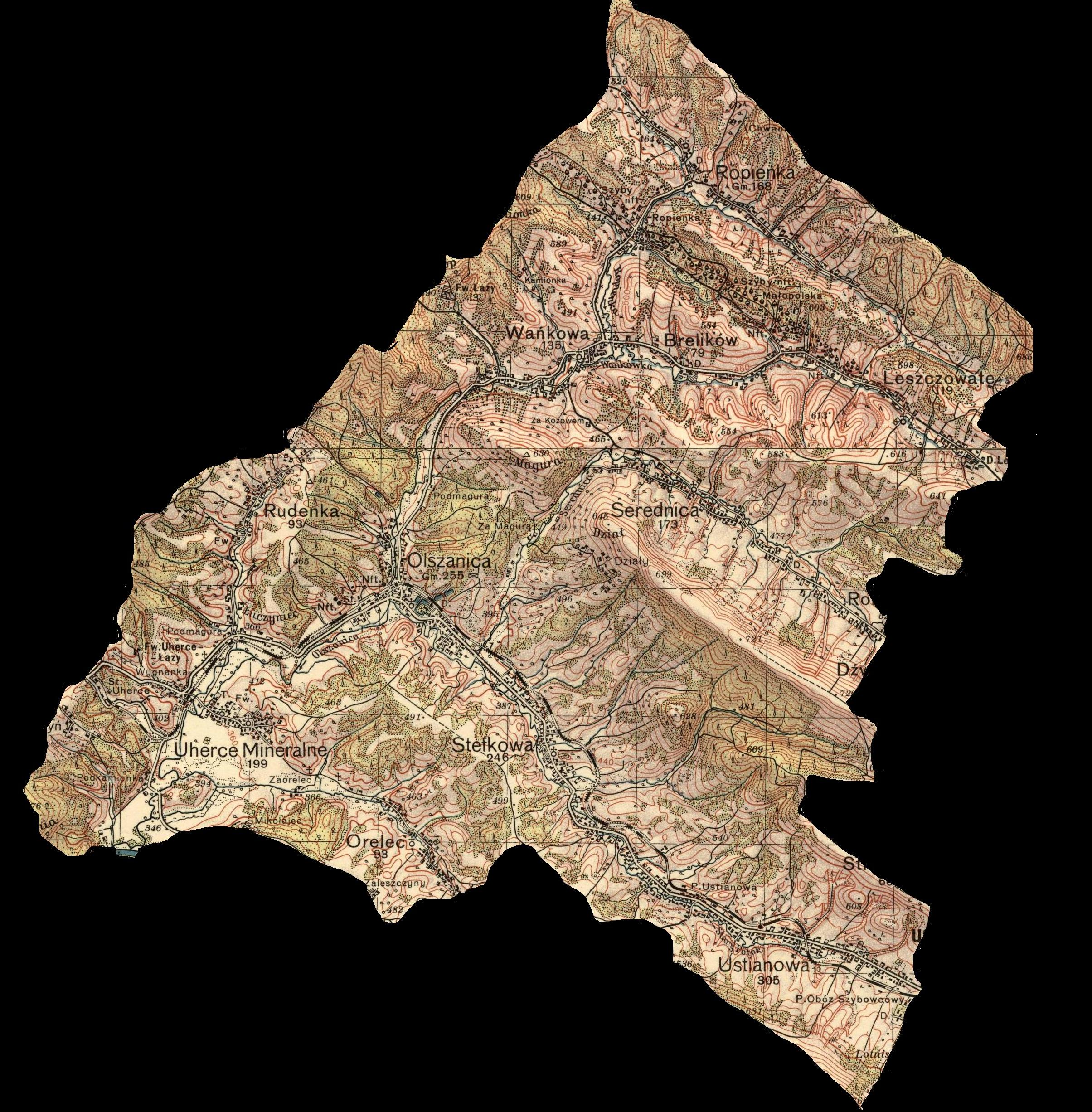
Zlewnia Olszanki

Olszanka (w dawniejszych źródłach zwana Olszanica, przez ludność miejscową Olszanka) – rzeka w Górach Sanocko Turczańskich, prawy dopływ Sanu. Powstaje z połączenia Wańkówki i Starego Potoku w miejscowości Olszanica. Uchodzi formalnie do Sanu w miejscowości Zwierzyń, a tak naprawdę osiąga stare koryto Sanu i płynie nim ok. 2,7 km do elektrowni Zwierzyń będącej dolną instalacją Zespołu Elektrowni Wodnych Solina-Myczkowce, gdzie wody Sanu wracają w stare koryto, czyli tak naprawdę dopiero tam wpada od Sanu.

## Nazewnictwo
Nazwa Olszanica widnie na mapie Bieszczadów i Gór Sanocko-Turczańskich podanej w źródłach. Jednak w różnych mapach nazewnictwo opisywanych potoków przedstawiane jest różnie, odcinek od Wańkowej do Olszanicy bywa nazywany Olszanką (np. Bieszczady i Góry Sanocko-Turczańskie wydawnictw Kompas), Olszanicą (Encyklopedia PWN), natomiast bardzo często cała rzeka bywa nazywana Olszanką (np. dostępne na stronie gminy Olszanica mapy i opracowania, też nie są konsekwentne). Wśród mieszkańców potok powszechnie nazywany jest Olszanką.
Górny bieg Olszanki ma nazwę Potoczek.

## Potoki źródłowe
- Wańkówka
- Stary Potok  (długość ok. 12 km) Ma źródła na północnym końcu pasma Żuków na północnych stokach Holicy, następnie płynie na północny zachód wzdłuż pasma Małego i Wielkiego Króla, następnie Ostrego Działu, na końcu którego otrzymuje swój największy dopływ Serednicę, cały czas wzdłuż drogi nr 84 Ustrzyki Dolne-Lesko na odcinku od Ustjanowej Górnej do Olszanicy, gdzie łączy się z Wańkówką tworząc Olszanicę.[potrzebny przypis]

## Główne dopływy
- Rudenka(prawy)
- Potok Kiniański (lewy)

## Miejscowości
- Olszanka, Olszanica
- Uherce Mineralne
- Zwierzyń